# Нойштадт (Вестервальд)
Нойштадт (нім. Neustadt) — громада в Німеччині, розташована в землі Рейнланд-Пфальц. Входить до складу району Вестервальд. Складова частина об'єднання громад Реннерод.
Площа — 2,80 км2. Населення становить 585 ос. (станом на 31 грудня 2020).